# Стрельцов, Кирилл Константинович
Кирилл Константинович Стрельцов (27 февраля 1996, Москва) — российский биатлонист, чемпион России, неоднократный чемпион мира среди юниоров.

## Биография
Занимается биатлоном с 2008 года, личный тренер — Стрельцова Наталья Борисовна. Представляет город Москву, воспитанник СШОР «Юность Москвы».

### Юниорская карьера
Выступал на юниорских чемпионатах международного уровня с 2014 года. Четырёхкратный чемпион мира среди юниоров, в том числе трижды в эстафете (2015, 2016, 2017), а также в индивидуальной гонке (2015). В 2015 году в гонке преследования и в 2017 году в спринте завоёвывал серебряные медали. В 2017 году стал серебряным призёром чемпионата Европы среди юниоров в индивидуальной гонке. На юниорском чемпионате мира по летнему биатлону в 2015 году стал бронзовым призёром в смешанной эстафете.
Становился победителем этапов юниорского Кубка IBU в личных и командных дисциплинах. Обладатель юниорского Кубка IBU 2016/17 в общем зачёте, также стал обладателем малых кубков в спринте и индивидуальной гонке. По итогам сезона 2015/16 был вторым в общем зачёте.
Неоднократно становился победителем первенства России в младших возрастах.

### Взрослая карьера
В сезоне 2017/18 стал чемпионом России в марафоне. Серебряный призёр чемпионата России по летнему биатлону 2017 года в эстафете.
На Кубке IBU дебютировал в конце сезона 2016/17 на этапе в Отепя, в дебютном спринте стал 41-м, а во второй гонке, также спринте, набрал первые зачётные очки, финишировав 33-м. В сезоне 2017/18 участвовал в последнем этапе Кубка IBU в Ханты-Мансийске, лучший результат за сезон — 16-е место в индивидуальной гонке. В сезоне 2019/20 дважды попадал на пьедестал гонок Кубка IBU в личных дисциплинах (третьи места в гонке преследования и суперспринте).

### Кубок мира
Дебютировал в Кубке мира в индивидуальной гонке в Поклюке 23 января 2020 года, и сразу занял 17 место.
| 2020/2021 Итоги | 2020/2021 Итоги | Контиолахти | Контиолахти | Контиолахти | Контиолахти | Контиолахти | Хохфильцен | Хохфильцен | Хохфильцен | Хохфильцен | Хохфильцен | Хохфильцен | Оберхоф | Оберхоф | Оберхоф | Оберхоф | Оберхоф | Оберхоф | Оберхоф | Антхольц | Антхольц | Антхольц | ЧМ Поклюка | ЧМ Поклюка | ЧМ Поклюка | ЧМ Поклюка | ЧМ Поклюка | ЧМ Поклюка | ЧМ Поклюка | Нове-Место | Нове-Место | Нове-Место | Нове-Место | Нове-Место | Нове-Место | Нове-Место | Холменколлен | Холменколлен | Холменколлен |
| Очков           | Место           | Инд         | Спр         | Спр         | Эст         | Пр          | Спр        | Эст        | Пр         | Спр        | Пр         | МС         | Спр     | Пр      | См      | ОСм     | Спр     | Эст     | МС      | Инд      | МС       | Эст      | См         | Спр        | Пр         | Инд        | ОСм        | Эст        | МС         | Эст        | Спр        | Пр         | Спр        | Пр         | См         | ОСм        | Спр          | Пр           | МС           |
| 25              | 54              | —           | —           | —           | —           | —           | —          | —          | —          | —          | —          | —          | 27      | 51      | —       | —       | 30      |         |         |          |          |          |            |            |            |            |            |            |            |            |            |            |            |            |            |            |              |              |              |